# Nisída Ágios Achílleios
Nisída Ágios Achílleios är en ö i Grekland.   Den ligger i regionen Västra Makedonien, i den norra delen av landet, 400 km nordväst om huvudstaden Aten.